# 德國國防軍陸軍第381戰地教導師
第381戰地教導師（德語：381. Feldausbildungs-Division）是納粹德國國防軍陸軍的一個步兵師。該師於1942年9月組建。
該師組建後，調往東線部署，用作訓練士兵。該師最後於1943年2月解散，其組成部隊歸入其他部隊。

## 註腳
1. ↑  Mitcham（2007年）